# Ponchapt
Ponchapt est une ancienne commune française située dans le département de la Dordogne, en région Nouvelle-Aquitaine. Depuis 1960, elle fait partie de la commune de Port-Sainte-Foy-et-Ponchapt.

## Géographie
En limite sud du Landais, dans le quart sud-ouest du département de la Dordogne, Ponchapt forme la partie nord-est de la commune de Port-Sainte-Foy-et-Ponchapt.

## Histoire
Ponchapt est une commune française créée à la Révolution.
Le 13 août 1960, elle fusionne avec celle de Port-Sainte-Foy, qui prend alors le nom de Port-Sainte-Foy-et-Ponchapt.
À côté de l'église du bourg a été installé un buste de Montaigne.

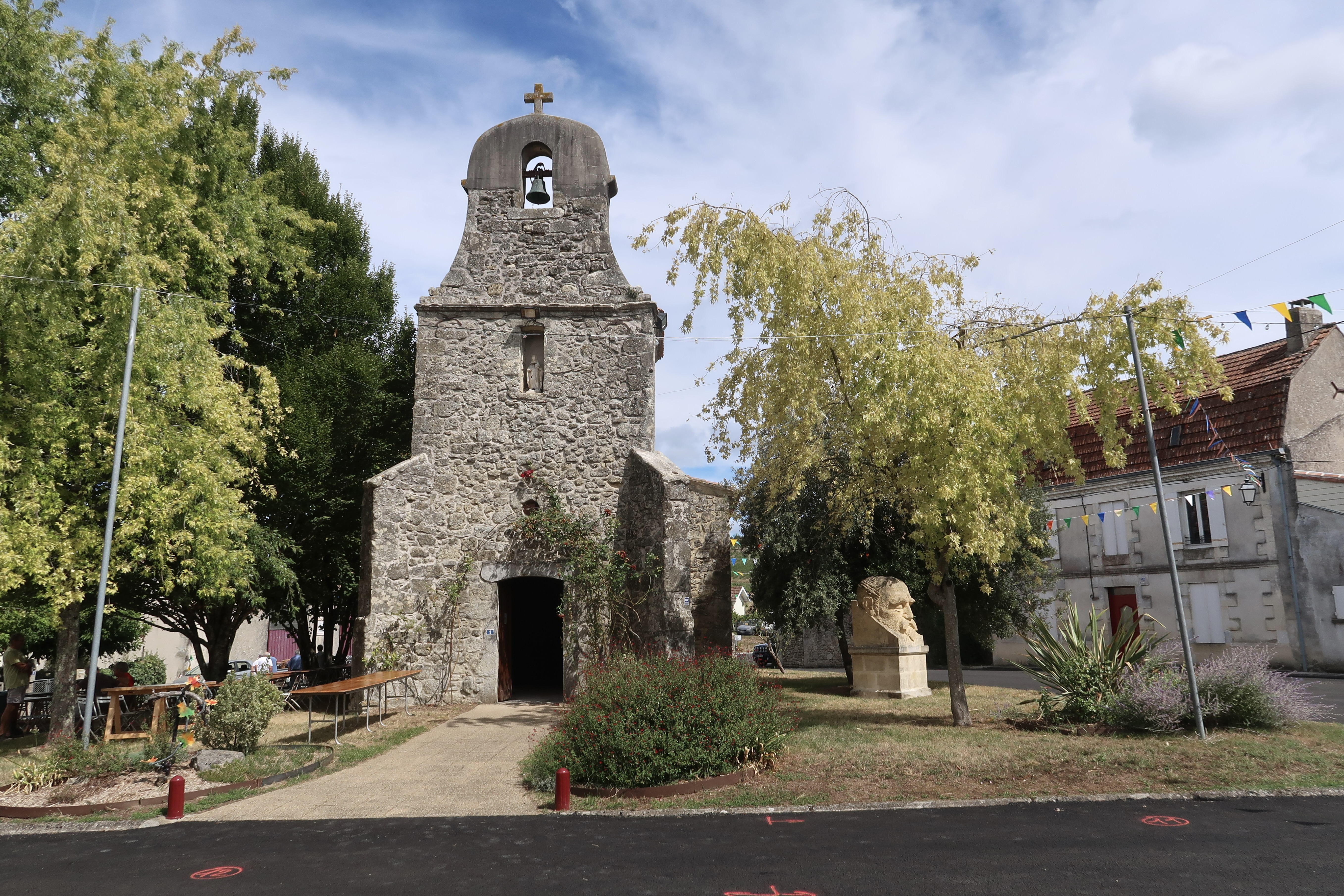
L'église de Ponchapt.
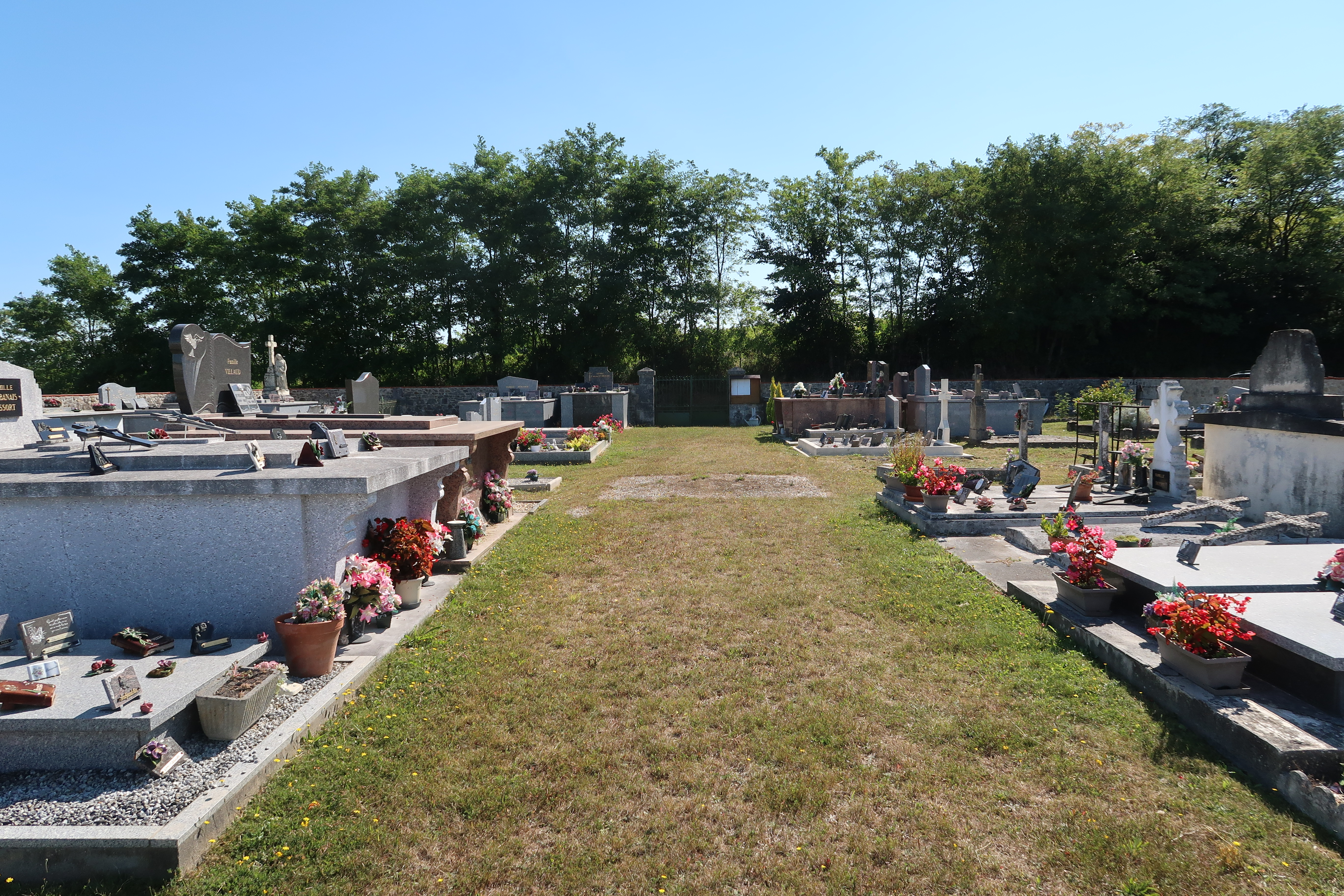
Le cimetière de Ponchapt.

## Politique et administration

### Rattachements administratifs et électoraux
Dès 1790, la commune de Ponchapt, typographiée Ponchat dans un premier temps, a fait partie dès sa création du canton de Saint Meard de Gurson qui dépendait du district de Mussidan jusqu'en 1795, date de suppression des districts. Lorsque ce canton est supprimé par la loi du 8 pluviôse an IX (28 janvier 1801) portant sur la « réduction du nombre de justices de paix », la commune est rattachée au canton de Vélines dépendant de l'arrondissement de Bergerac.

## Démographie
| 1793 | 1800 | 1806 | 1821 | 1831 | 1836 | 1841 |
| ---- | ---- | ---- | ---- | ---- | ---- | ---- |
| 257  | 268  | 267  | 264  | 296  | 306  | 309  |

| 1846 | 1851 | 1856 | 1861 | 1866 | 1872 | 1876 |
| ---- | ---- | ---- | ---- | ---- | ---- | ---- |
| 296  | 294  | 265  | 231  | 269  | 272  | 283  |

| 1881 | 1886 | 1891 | 1896 | 1901 | 1906 | 1911 |
| ---- | ---- | ---- | ---- | ---- | ---- | ---- |
| 246  | 218  | 206  | 234  | 230  | 237  | 211  |

| 1921 | 1926 | 1931 | 1936 | 1946 | 1954 | - |
| ---- | ---- | ---- | ---- | ---- | ---- | - |
| 230  | 231  | 214  | 200  | 185  | 195  | - |